# Lukáš Novotný (politolog)
Lukáš Novotný (* 1979) je český germanista, sociolog, politolog, publicista a vysokoškolský pedagog.

## Studium a kariéra
V roce 2003 absolvoval studium českého a německého jazyka na Fakultě pedagogické Západočeské univerzity, díky čemuž získal magisterský titul. V roce 2005 absolvoval studium na Fakultě kulturních studií na Univerzitě Bayreuth a získal titul M.A. V roce 2008 získal titul Ph.D. po absolvování studia politologie na Filozofické fakultě Univerzity v Chemnitzu. V letech 2004 až 2009 působil jako výzkumný pracovník při Sociologickém ústavu Akademie věd České republiky, přičemž působil v oddělení České pohraničí. V roce 2008 začal působit jako odborný asistent na Katedře politologie a filozofie Fakulty filozofické Západočeské univerzity (od roku 2021 pouze Katedra politologie). Přednášel také na Univerzitě Jana Amose Komenského Praha a na řadě různých univerzit v zahraničí, hlavně v Německu.
Odborně se zaměřuje na témata mezinárodních vztahů, evropské integrace, politické sociologie a na politický systém Německa a dalších německy mluvících zemí. V souvislosti se svým odborným zaměřením byl hostem v řadě médií.